# Peter Schmeichel
Peter Bolesław Schmeichel, MBE [ped̥ɐ ˈsmɑɪ̯ˀɡ̊l̩] (* 18. November 1963 in Gladsaxe) ist ein ehemaliger dänischer Fußballtorwart. Er wurde im Verlauf seiner Profikarriere zweimal zum IFFHS-Welttorhüter des Jahres gewählt. Hohe Bekanntheit erreichte Schmeichel unter anderem als Nationaltorhüter durch den Sieg bei der Europameisterschaft 1992 und als Nummer eins beim Fußballclub Manchester United in den 1990er-Jahren. Mit United gewann er fünf englische Meisterschaften, drei FA-Cup-Trophäen, eine Ligapokalausgabe sowie 1999 die Champions League. Von 1988 bis 2000 nahm er an vier aufeinanderfolgenden Europameisterschaftsendrundenturnieren und 1998 an der WM in Frankreich teil. Sein Torwartspiel war geprägt von einer enormen Physis mit einer Körpergröße von über 1,90 Meter und einem Körpergewicht von mehr als 100 Kilogramm. Charakteristisch für ihn waren die lautstarken Ansagen im Spiel, mit denen er seine Abwehrleute kommandierte oder bei Fehlern kritisierte. Sein Sohn Kasper Schmeichel folgte ihm in seinen Fußstapfen und wurde ebenfalls englischer Erstliga- und dänischer Nationaltorhüter.

## Vereinskarriere

### Anfänge in Dänemark (bis 1991)
Schmeichel wurde in der ostdänischen Kirchspielsgemeinde Søborggård Sogn (Gladsaxe Kommune) als Sohn des polnischen Jazzmusikers Antoni Schmeichel und einer dänischen Krankenschwester geboren. Bis 1970 war er noch polnischer Staatsbürger – sein zweiter Vorname Bolesław geht auf den Urgroßvater zurück –, bevor er, sein Vater und die Geschwister eingebürgert wurden. Er verbrachte seine frühen Jahre rund zehn Kilometer nordwestlich von Kopenhagen in Buddinge und die Fußballerlaufbahn begann im angrenzenden Vorort Høje Gladsaxe mit dem ersten Spiel im Alter von acht Jahren im August 1972. Nach zweieinhalb Jahren ohne Niederlage schloss sich der junge Torhüter dem für seine gute Jugendarbeit bekannten Klub Hero an, der einige Spielklassen über Høje-Gladsaxe angesiedelt war und später mit Gladsaxe zu Gladsaxe-Hero BK fusionierte. Während dieser Zeit erhielt Schmeichel die Gelegenheit für die seeländische Regionalauswahl zwischen den Pfosten zu stehen.
Nach dem Übergang in den Seniorenbereich von Gladsaxe-Hero traf Schmeichel auf Svend Aage Hansen, der als Trainer der ersten Mannschaft fungierte und fortan als dessen Mentor galt – später wurde er sogar Schmeichels Schwiegervater. Als der damalige Drittligist bereits als Absteiger feststand, berief Hansen Schmeichel gemeinsam mit sechs anderen Jugendakteuren am drittletzten Spieltag ins Team. Die Partie gegen Birkerød ging zwar mit 0:1 verloren, aber die lokalen Zeitungen hoben Schmeichels Darbietung positiv hervor. Zum Ende der Spielzeit eröffnete Hansen ihm einen Karriereplan, der vorsah noch zwei weitere Jahre bei seiner Mannschaft zu bleiben, danach zu Hvidovre IF zu wechseln, von dort zum dänischen Nationaltorhüter zu reifen und später eine erfolgreiche Laufbahn im Ausland zu verleben. Schmeichel hatte parallel eine Anfrage von B 1903 Kopenhagen erhalten, den Klub jedoch als „etwas langweilig“ abgelehnt. Vor dem Beginn seiner Profikarriere hatte Schmeichel „reguläre Berufe“ ausgeübt. Seine erste Tätigkeit war in der Färberei eines Textilunternehmens, die er nach einigen Bedenken in Sicherheitsfragen wieder aufgab. Ein Jahr arbeitete er danach als Reinigungskraft in einem Seniorenheim, bevor er einen Bürojob beim WWF aufnahm. Nur wenige Wochen nach seiner Einstellung wurde er zum Verkaufsleiter befördert. Weiterhin kurz darauf musste er seinen Wehrdienst ableisten, wobei diese Verpflichtung zeitlich mit den Aufgaben als Torwart für Hvidovre und als WWF-Mitarbeiter kollidierte. Dies führte dazu, dass er beim WWF aufhörte und im Gebäudereinigungsunternehmen seines Schwiegervaters unterkam. Die dort von ihm verlangten Tätigkeiten waren jedoch wenig ideal für den damals mit rund 95 Kilogramm bereits schweren Schmeichel und so arbeitete er danach im Werbeunternehmen von Hvidovres Präsidenten. Diese Arbeit war seine letzte vor dem vollständigen Eintritt ins Fußballgeschäft und im Frühling 1987 erhielt er ein Vertragsangebot von Brøndby IF. Bei Hvidovre hatte er zu den Leistungsträgern gehört, wenngleich er zunächst trotz nur 40 Gegentoren in 30 Ligapartien 1985 in die Zweitklassigkeit absteigen musste. Im Jahr darauf gelang der direkte Wiederaufstieg und vor der anschließenden 1987er Spielzeit ging es für ihn zu Brøndby.
Schmeichel gewann bereits in seinem ersten Jahr mit Brøndby die dänische Meisterschaft und in dieser Zeit debütierte er im Mai 1987 unter Sepp Piontek als dänischer Nationaltorhüter – nur ein Jahr später entwickelte er sich bereits zum Stammkeeper bei der Euro 1988 in Deutschland. Insgesamt errang Schmeichel vier Ligatitel in fünf Jahren und auf dem Höhepunkt seiner dänischen Vereinskarriere stand er 1991 im Halbfinale des UEFA-Pokals, das gegen den AS Rom nur knapp durch ein „Last-Minute-Tor“ von Rudi Völler verloren ging.

### Manchester United (1991–1999)
Im August 1991 schloss sich Schmeichel für eine Ablösesumme von 500.000 Pfund dem englischen Klub Manchester United an – der Transfer wurde auch dadurch erleichtert, dass Schmeichel bereits in jungen Jahren Anhänger von „United“ gewesen war. Er debütierte am 17. August 1991 daheim gegen Notts County und blieb beim 2:0-Sieg ebenso ohne Gegentor wie in den folgenden drei Partien. Er absolvierte 40 Ligapartien in der Saison 1991/92 und Manchesters Abwehr kassierte nur 33 Gegentreffer in diesem Jahr. Dessen ungeachtet genügte dies nicht für den Gewinn der englischen Meisterschaft, denn am Ende sprang nur der zweite Platz hinter Leeds United heraus. Zuvor hatte er aber schon mit dem Ligapokal seine erste bedeutende Trophäe in England gewonnen und beim 1:0-Finalsieg gegen Nottingham Forest hielt er sich erneut schadlos. Spätestens mit dem überraschenden Gewinn der Europameisterschaft 1992 mit Dänemark galt Schmeichel als einer der weltweit besten Torhüter. Er konservierte seine gute Form in der anschließenden Saison 1992/93, verhalf Manchester United zum ersten englischen Meistertitel nach 26 Jahren und wurde anschließend in die Mannschaft des Jahres gewählt. Im Jahr darauf verteidigte Schmeichel mit United den Premier-League-Titel; dazu stand er mit seinen Mannen in beiden heimischen Pokalendspielen. Während das Finale im Ligapokal mit 1:3 gegen Aston Villa verloren ging und Schmeichel dabei von Les Sealy vertreten wurde, sorgte das 4:0 im FA Cup gegen den FC Chelsea mit Schmeichel zwischen den Pfosten für das erste „Double“ in der Vereinsgeschichte. Im März 1994 hatte er dazu Alex Stepneys Rekord von 92 Spielen für Manchester United ohne Unterbrechung verbessert. Eine erste längere Verletzungspause ereilte ihn Mitte der Spielzeit 1994/95, die ihn rund sechs Wochen außer Gefecht setzte. Weitere Enttäuschungen waren sportlicher Natur und im Titelrennen musste man sich 1995 den Blackburn Rovers ebenso geschlagen geben wie im Finale des FA Cups dem FC Everton mit 0:1.
Neben seinen Fähigkeiten als Torhüter beteiligte sich Schmeichel ab Mitte der 1990er-Jahre zunehmend am Offensivaktionen. Dabei kamen der Mannschaft seine Stärken im Passspiel zugute, die vor allem bei Konterangriffen Wirkung zeigten. Regelmäßig zog es ihn kurz vor Spielende bei eigenen Eckbällen in den gegnerischen Strafraum, wenn dringend ein Tor benötigt wurde. Dabei sorgte er häufig zumindest für Konfusion beim Gegner und in der ersten Runde des UEFA-Pokals schoss er gegen Rotor Wolgograd sogar ein Tor. Es reichte jedoch nicht zum Weiterkommen, aber trotz der Enttäuschung im Europapokal war die Saison 1995/96 wieder erfolgreich. Auf dem Weg zum Gewinn seiner mittlerweile dritten englischen Meisterschaft kam Schmeichel erneut eine Schlüsselrolle zu. Er blieb in zwölf der 16 letzten Ligaspielen ohne Gegentor und besonders seine Leistung im direkten Duell beim ärgsten Konkurrenten Newcastle United, das mit 1:0 gewonnen wurde, wurde von Experten sehr gerühmt. Mit einem 1:0 im FA-Cup-Finale gegen den FC Liverpool sicherte sich Schmeichel mit United das zweite englische Double in seiner Laufbahn. Weitere englische Meisterschaften folgten 1997 und 1999, wobei sich 1999 ein drittes Mal der FA Cup dazugesellte. Im November 1998 hatte Schmeichel da schon seinen Rückzug vom englischen Fußball bekannt gegeben, mit der Begründung, dass er fürchtete, den hohen Anforderungen künftig nicht mehr gerecht zu werden. Sein letzter Einsatz war am 26. Mai 1999 in Barcelona im Finale der Champions League gegen Bayern München. Auf dramatische Weise drehte Manchester dort durch zwei Tore der zuvor eingewechselten Teddy Sheringham und Ole Gunnar Solskjær in der Nachspielzeit die Partie in einen 2:1-Sieg um. Danach verließ Schmeichel die „Red Devils“, für die er in insgesamt 292 Ligaspielen 177 Mal ohne Gegentor blieb.

### Karriereausklang (1999–2003)
Ablösefrei ging es für Schmeichel nach Portugal zu Sporting Lissabon, wobei die Entscheidung auch familiäre Gründe hatte, denn neben der neuen sportlichen Herausforderung wollte er seiner Familie einen „anderen Lebensstil in wärmeren Gefilden“ bieten. Dabei fand er sich bei dem neuen Klub in einer ähnlichen Lage wie zuvor in Manchester wieder. Sporting hatte als Traditionsverein lange nicht mehr die heimische Meisterschaft gewonnen und mit Schmeichel konnte bereits in dessen erster Saison 1999/2000 die 18-jährige Durststrecke beendet werden – bei nur 22 Gegentoren in 34 Spielen. Die Aufbruchstimmung im Verein, die sich auch aus Schmeichels Personalie rekrutiert hatte, stockte aber im folgenden Jahr und neben dem Fall auf den dritten Platz in der heimischen Liga präsentierte sich Schmeichel mit Sporting in der Champions League mit nur zwei Punkten in sechs Gruppenspielen als Tabellenletzter glücklos. Im Sommer 2001 entschied sich Schmeichel nach zweiwöchiger Überlegung zur Beendigung seines Engagements in Portugal und Fortsetzung der Karriere in der englischen Premier League (und damit gegen ein Karriereende, über das in der Öffentlichkeit aufgrund einer als dauerhaft angesehenen Handverletzung spekuliert wurde).
Die Wahl fiel auf Aston Villa und der dort verantwortliche Trainer John Gregory konnte mit Schmeichels Verpflichtung den Abgang von David James kompensieren. Er zeigte in Birmingham weiter seine Führungsqualitäten, verpasste verletzungsbedingt nur wenige Partien und war wie mittlerweile bei ihm üblich im Falle eines Rückstands bei Eckbällen in der Spätphase von Spielen nicht nur gefährlich, sondern auch in der Partie gegen den FC Everton mit einem Tor erfolgreich. Der neue Trainer Graham Taylor plante danach jedoch nicht mehr mit dem „dänischen Altmeister“ und setzte stattdessen auf den drei Jahre zuvor verpflichteten finnischen Nationaltorhüter Peter Enckelman (sowie Boaz Myhill als Ersatzkeeper), so dass Schmeichel den Einjahresvertrag nicht verlängerte und im April 2002 den Wechsel zu Manchester City verkündete. Vier Monate zuvor war er aufgrund seiner sportlichen Verdienste mit dem britischen Verdienstorden als „MBE“ ausgezeichnet worden.
Die Saison 2002/03 bei den „Citizens“ war Schmeichels letzte als Profi und er zeigte weiterhin stabile Leistungen. Besondere Erwähnung fand sein Beitrag zum 2:1-Auswärtssieg beim FC Liverpool und obwohl Trainer Kevin Keegan gerne noch mit ihm ein Jahr weitergearbeitet hätte, beendete Schmeichel nach diesem Jahr seine Laufbahn. Dabei hatte sich vor allem eine Wadenverletzung als sehr hartnäckig herausgestellt.

## Dänische Nationalmannschaft
Schmeichel stand im Mai 1984 gegen die Auswahl der DDR erstmals im Tor der dänischen U-21-Nationalmannschaft. Die Partie ging mit 1:3 verloren und in den folgenden knapp zwei Jahren absolvierte er sieben weitere Partien. Er nahm dabei auch an der U-21-Europameisterschaft teil und scheiterte mit seinen Mannen im März 1986 am englischen Nachwuchs in zwei Viertelfinalpartien. Ab Mai 1987 hütete er bei acht Spielen den Kasten der dänischen Olympiaauswahl, die letztlich in der Qualifikation knapp hinter dem späteren Bronzegewinner Deutschland scheiterte. Dazwischen stand er im Mai 1988 erstmals für die reguläre dänische A-Nationalmannschaft zwischen den Pfosten und nach insgesamt zwei Auftritten gegen Ungarn (2:2) und einen Monat später gegen Belgien (3:1) war er Teil des Kaders, der bei der Euro 1988 in Deutschland antrat. Dort war zunächst noch im ersten Spiel Troels Rasmussen die dänische „Nummer 1“, bevor Trainer Sepp Piontek nach dem 2:3 gegen Spanien in den beiden anschließenden Partien auf Schmeichel setzte (die gegen den Gastgeber und Italien beide mit 0:2 verloren gingen).
Fortan blieb er Stammtorhüter der dänischen Auswahl und nach dem knappen Scheitern in der WM-Qualifikation an Rumänien im entscheidenden letzten Spiel Mitte November 1989 in Bukarest (1:3) wurde auch die anschließende Europameisterschaft 1992 sportlich verpasst. Als Zweitplatzierter hinter der Auswahl Jugoslawiens rückte Dänemark jedoch nach dem Ausschluss Jugoslawiens in Folge des Kriegsausbruchs auf dem Balkan ins Teilnehmerfeld nach und das nun von Richard Møller Nielsen trainierte Team sorgte mit dem überraschenden Titelgewinn für den größten Erfolg in Schmeichels Nationalmannschaftskarriere. Dabei galt seine Torhüterleistung beim 2:0 im Finale gegen den amtierenden Weltmeister aus Deutschland als herausragend. Zuvor hatte er im Halbfinale die dänische Auswahl mit seinen Paraden gegen den Favoriten aus den Niederlanden ins Elfmeterschießen gerettet und dort den entscheidenden Schuss von Marco van Basten pariert.
Die anschließende Qualifikation für die WM 1994 in den USA entwickelte sich für Dänemark zu einem Dreikampf mit Spanien und Irland, an dessen Ende wiederum am letzten Spieltag für Schmeichels Mannen aufgrund der 0:1-Niederlage in Spanien (und dem gleichzeitigen irischen Punktgewinn in Nordirland) nur der dritte Platz heraussprang (der nicht zur Teilnahme an der WM-Endrunde berechtigte). Souverän gelang hingegen die Qualifikation für die Euro 1996 in seiner englischen Wahlheimat. Dort scheiterte Dänemark jedoch als Titelverteidiger in der Gruppenphase mit jeweils einem Sieg, einem Remis und einer Niederlage (die Punktausbeute war identisch wie vier Jahre zuvor, aber erschwerend kam hier hinzu, dass der Konkurrent Portugal im Fernduell gegen eine B-Elf der bereits für die K.-o.-Spiele qualifizierten Auswahl aus Kroatien problemlos gewann). Zwei Jahre später trat Schmeichel mit Dänemark zum ersten und einzigen Mal zu einem WM-Endrundenturnier an. Dabei überstand „Danish Dynamite“ nicht nur die Gruppenphase, sondern besiegte den Sieger der Gruppe D Nigeria deutlich mit 4:1, bevor unter den letzten acht Teams Brasilien knapp mit 2:3 zur Endstation wurde. Seine vierte und letzte Europameisterschaft verlief im Jahr 2000 für Schmeichel und Dänemark enttäuschend als tor- und punktloser Tabellenletzter in der Gruppenphase. Im letzten Testspiel vor der EM, das gegen Belgien 2:2 endete, erzielte er per Strafstoß sein einziges Länderspieltor zum 2:1-Zwischenstand nachdem er per Strafstoß das Tor zum 1:1-Zwischenstand hinnehmen musste. Er absolvierte danach noch fünf A-Länderspiele und trat nach einem 3:0-Sieg gegen Slowenien am 25. April 2001 als dänischer Nationaltorhüter zurück.
Schmeichel hütete in insgesamt 129 A-Länderspielen das Tor der dänischen Nationalmannschaft, wobei der Weltfußballverband FIFA im Gegensatz zum dänischen Verband die acht Spiele für die Olympiaauswahl nicht als offizielle A-Länderspiele anerkennt. Hinzu kamen sechs Spiele für die Ligalandshold während seiner Zeit bei Brøndby IF.

## Zweite Karriere im TV
Nach dem Karriereende im Sommer 2003 strebte Schmeichel eine TV-Karriere als Fußballexperte an und seit 2004 präsentiert er zusammen mit seinen ehemaligen Kollegen Preben Elkjær Larsen und Brian Laudrup die Berichterstattung der UEFA Champions League auf dem dänischen Sender TV3. Seitdem erschien er in verschiedenen Formaten im Fernsehen, die auch teilweise keinen Bezug zum Fußball haben. So war Schmeichel im Februar 2007 der Showmaster der Quiz-Sendung 1 mod 100 auf TV3, der dänischen Version von 1 gegen 100. Seit 2008 ist er zudem Protagonist der europäischen Ausgabe von Dirty Jobs auf Discovery Channel.

## Titel/Auszeichnungen
- Europameisterschaft (1): 1992
- UEFA Champions League (1): 1999
- UEFA Super Cup (1): 1991
- Dänische Meisterschaft (4): 1987, 1988, 1990, 1991
- Dänischer Pokal (1): 1989
- Englische Meisterschaft (5): 1993, 1994, 1996, 1997, 1999
- Englischer Pokal (3): 1994, 1996, 1999
- Englischer Ligapokal (1): 1992
- Englischer Supercup (4): 1993, 1994, 1996, 1997
- Portugiesische Meisterschaft (1): 2000
- Portugiesischer Supercup (1): 2000
- All-Star-Mitglied bei einer EM (1): 1992[13]
- IFFHS-Welttorhüter des Jahres (2): 1992, 1993
- Torhüter des Jahres (UEFA) (1) : 1998
- PFA Team of the Year (1): 1992/93
- Fußballer des Jahres in Dänemark (3): 1990, 1993, 1999
- Mitglied der Hall of Fame des dänischen Sports seit 2008
- Mitglied der Hall of Fame der Premier League seit 2022